# アグスティン・ペドロ・フスト
アグスティン・ペドロ・フスト・ロロン（Agustín Pedro Justo Rolón、1876年2月26日 - 1943年1月11日）は、アルゼンチンの政治家・軍人。「忌まわしき10年間」の時代のアルゼンチン大統領（在職1932年2月20日-1938年2月19日）。

## 経歴
父親のアグスティン・ペドロ・フスト（息子と同名）はコリエンテス州知事である。アグスティン・ペドロ・フストは1876年にエントレ・リオス州コンセプシオン・デル・ウルグアイで生まれたが、出生後すぐにブエノスアイレスに移った。11歳の時には士官学校に入学し、ブエノスアイレス大学で土木工学を学んだ。1895年には中尉に、1902年には大尉になり、軍人としては少将まで上り詰めた。
1915年には政治家に転身し、1922年からのマルセロ・トルクァト・デ・アルベアール大統領政権下では防衛大臣を務めた。1930年のクーデターでイポリト・イリゴージェン大統領が追放されると、ホセ・フェリクス・ウリブルが大統領に就任して「忌まわしき10年間」が始まると、政治的混乱や恐慌が続いていた1932年2月20日には後任の大統領に就任した。1933年にはイギリスとの間でロカ＝ランシマン協定を締結している（ロカとは当時の副大統領フリオ・ロカのこと）。1938年2月19日まで大統領を務めた。1943年に亡くなり、ブエノスアイレスのレコレータ墓地に埋葬された。